# Haustrunk
Haustrunk, auch Freigetränk, ist ein aus der deutschsprachigen Getränkeindustrie tradierter Begriff und bezeichnet ein für den eigenen Hausbedarf hergestelltes Getränk, meist Bier oder Wein, das im Allgemeinen nicht verkauft werden durfte und nur für den Verbrauch durch Familie, Gesinde und Betriebsangehörige bestimmt war. Mitarbeiter können auch alkoholfreie Getränke wählen, wenn sie im Unternehmen hergestellt werden.
Während der Haustrunk nur für Mitarbeiter von Getränkeherstellern gilt, bedeutet der Freitrunk die kostenlose Abgabe von Getränken an Menschen außerhalb von Brauereien. Vor allem in der Landwirtschaft wurden Erntehelfern kostenlose Getränke als Freitrunk angeboten, um ihnen eine Art Belohnung oder Erfrischung zu bieten. Dabei handelt es sich meistens aber nicht um Alkoholika, sondern eher um Wasser, Limonade oder andere alkoholfreie Erfrischungsgetränke. Begrifflich wird jedoch auch Freitrunk mitunter synonym für Haustrunk verwendet.
Freibier wird dagegen auch öffentlich an Dritte abgegeben, nicht nur die eigenen Mitarbeiter des Herstellers.

## Geschichte
Die Tradition des Haustrunks geht schon auf die Zeit von Hammurabi zurück. Danach standen bereits vor 3600 Jahren „jedem Tempelarbeiter fünf Brote und zwei Krüge Bier zu“.
Der Haustrunk ist ein Trunk für den Hausbedarf. In vergangener Zeit wurde dem Arbeiter ein bestimmtes Quantum des eigenen Produkts zur kostenlosen Nutzung, meist in der Menge eines Tagesverbrauchs, zur Verfügung gestellt. Zielstellung war es, wie bei anderen Formen des Deputatlohns, den Diebstahl im Betrieb zu unterbinden. So sollten die Arbeiter Gelegenheit bekommen, ihren Privatbedarf legal abzudecken. Die mit dem Haustrunk verbundene Ausgabe von Bezugsmarken diente auch der täglichen Einlasskontrolle im Betrieb sowie dem Umstand, dass die Brauer gleichzeitig die aktuelle Sud-Qualität beurteilen konnten. Mittels der Marken konnte nachgerechnet werden, dass die Brauer nicht unversehens größere Mengen unter der Hand weiter verkauften. Die oft eingestanzten Nummern erleichterten diese Kontrollen zusätzlich. Außerdem sorgte das nahrhafte Getränk dafür, dass die Arbeiter bei Kräften blieben, denn ihre kalorische, als auch die Versorgung mit gewissen Vitaminen war damit gewährleistet.
Die Rolle als Deputat kam in Brauereien, Weingütern und Brennereien zum Einsatz. In Kellereien wurden gesonderte Weine minderer Qualität hergestellt, in Brauereien wurde das Standardprodukt des Betriebs als Haustrunk abgegeben. Im deutschen Weinrecht mussten Behältnisse, in denen der Haustrunk hergestellt und aufbewahrt wurde, mit der deutlichen Aufschrift „Haustrunk“ gekennzeichnet werden. Auch nach dem österreichischen Weinrecht war der Haustrunk ein gesondertes Weinprodukt, das nur als Trunk im Haus des Winzers genutzt wurde und keinesfalls für den Markt zugelassen war.

## Herstellung und Abgabe

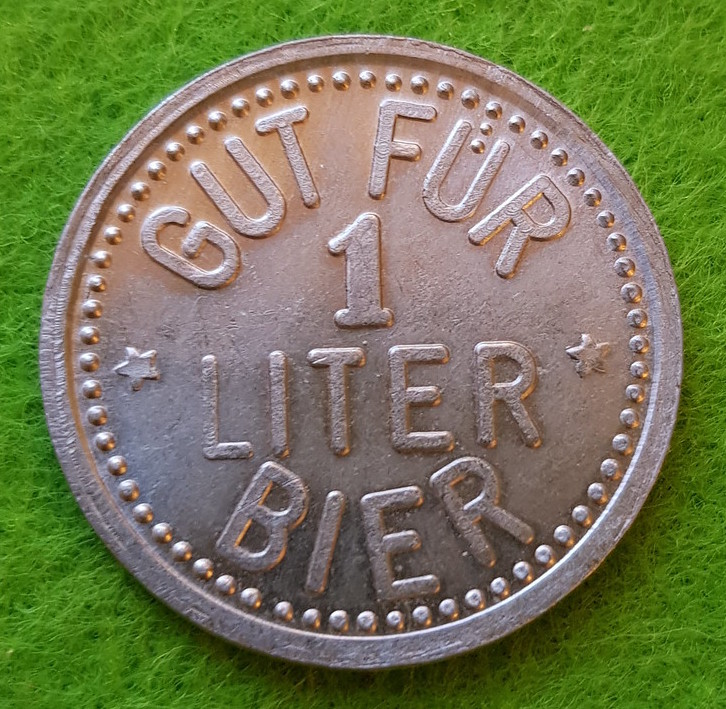
Biermarke der Ambros-Brauerei zum Erhalt von 1 Liter Bier

Die Abfüllung des Haustrunks erfolgt in gesonderten Gebinden, Flaschen, Kästen, Fässer, deren Äußeres bereits die Qualitätsstufe auszeichnen und andererseits den Weiterverkauf an Unbeteiligte verhindern soll. Wie in anderen Gewerbebetrieben stellte sich bald eine betriebliche Übung ein. Der Bedarf während der Arbeitszeit – zum Löschen des Durstes während der Arbeit – kann „vom Band“ genommen werden. So wurde in der Brauerei nur Pils im Betrieb getrunken, während als Haustrunk Helles abgegeben wurde. In Weingütern wurde oft der Tresterwein als Haustrunk durch den Winzer genutzt. Für Brennereien war der ordinäre Schnaps gebräuchlich, dieser bestand meist aus einem geschmackfreien Destillat wie zum Beispiel der "Trinkbranntwein für Bergarbeiter" in der ehemaligen DDR (der im Volksmund auch unter dem Spitznamen „Kumpeltod“ bekannt war). Haustrunk kann aber auch ein alkoholfreies Getränk bei Limonadenproduzenten sein.
Um die Menge des Haustrunk-Konsums durch die Arbeiter innerhalb der Produktionsstätte zu kontrollieren, wurde der Ausschank an einem besonderen Platz, dem Stern, vorgenommen oder es wurden besondere Bezugsmarken oder Bierzeichen ausgegeben. Solche Biermarken werden außerhalb von Deputaten auch bei Veranstaltungen als vorbezahlte Einheit oder zur Begrenzung der Freibiermenge eingesetzt.
In Winzerfamilien war es üblich, als Eigenbedarf Tresterwein, also ein Produkt aus der zweiten oder dritten Pressung, zu trinken. Dieser Trunk im Haus wurde vom Weinrecht als minderwertig angesehen und für den Verkauf auf dem Weinmarkt ausgeschlossen, um die Qualitätsstandards für Wein zu sichern und den Weinbau vor Verfälschungen zu sichern. So darf auch das alkoholische Produkt aus anderen Früchten nicht als Wein bezeichnet werden. Der Begriff „Haustrunk“ für den Tresterwein wird auch in Süddeutschland genutzt, wie in der Verordnung zur „Zulassung der Herstellung von Tresterwein (Haustrunk)“ oder in der Zweiten Verordnung zur Durchführung des Weingesetzes § 11 vom 7. Juli 1972.

## Rechtliche Bedeutung
Im Einkommensteuerrecht zählt der an Arbeitnehmer des Brauereigewerbes unentgeltlich gewährte Haustrunk nicht zu den steuerfreien Annehmlichkeiten, sondern zu den steuerbaren Einkünften aus nichtselbständiger Arbeit im Sinne des § 19 Abs. 1 Satz 1 Nr. 1 EStG. Dafür reicht es aus, dass er sich im weitesten Sinne als Gegenleistung für das Zurverfügungstellen der individuellen Arbeitskraft erweist. Nach § 8 Abs. 3 EStG i. V. m. R 8.2 Abs. 1 Satz 3 der Lohnsteuer-Richtlinie (LStR) kann der Haustrunk in Höhe des Rabattfreibetrags von jährlich 1.080 EUR steuerfrei bleiben.
In Brauereien ist Bier jedoch von der Biersteuer befreit, das als Haustrunk unentgeltlich an Arbeitnehmerinnen und Arbeitnehmer abgegeben wird (§ 40 Biersteuerverordnung, BierStV).
Arbeitsrechtlich ist der Anspruch auf verbilligten Bierbezug für den eigenen Bedarf und den des eigenen Haushaltes (Haustrunk) im Manteltarifvertrags für das Braugewerbe in Bayern und anderen Bundesländern tarifvertraglich gesichert. Als Haustrunk gilt dabei in Bayern „das normale Vollbier in einwandfreier Beschaffenheit“.

## Nationale Besonderheiten

### Deutschland

#### Bier

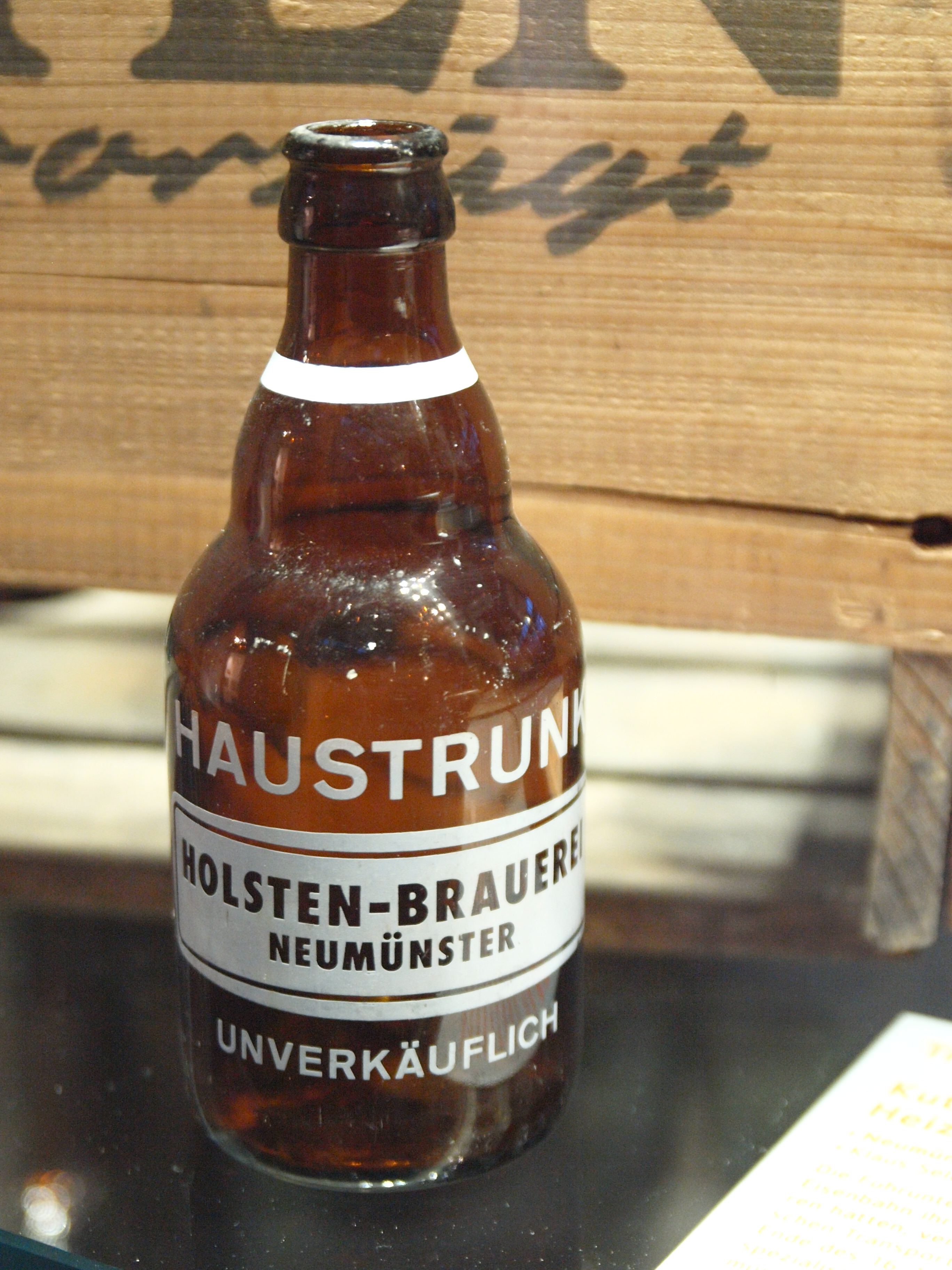
„Haustrunk“ der Holsten-Brauerei, Neumünster

Im Gegensatz zum weinorientierten Gebrauch in Österreich bezieht sich der Begriff Haustrunk in Deutschland vorzugsweise auf die Bierabgabe in Brauereien. Der Haustrunk in Brauereien hat sich vom Lohnanteil zu einem Nutzungsrecht innerhalb des Unternehmens entwickelt. In Produktionseinrichtungen, die sowohl Bier als auch alkoholfreie Getränke fertigen, entwickelte sich beispielsweise auch ein Austausch Bier-gegen-Limonade, um den Arbeitstag ohne übermäßigen Biergenuss zu überstehen. Um den Genuss von Bier als Durstlöscher während der Arbeitszeit zu kontrollieren, war der Stern  als Abgabestelle eingerichtet. Der Haustrunk war also der Trunk im (Betriebs-)Haus. Da der Genuss von Alkohol am Arbeitsplatz zunehmend versagt wurde, kam die kasten- oder fassweise Abgabe des Haustrunks zur Mitnahme auf. Dabei wurde dann die Wochen- oder Monatsmenge für den Gebrauch zu Hause verteilt. Die Abgabe von Haustrunk an Mitarbeiter ist auch in Mälzereien erlaubt.
In Familienbrauereien war es üblich, ein einfaches, meist alkoholarmes Bier für die Mitarbeiter als Haustrunk bereitzustellen. Lehrlinge hatten einen gleichberechtigten Anspruch, vor Erreichen der Erwachsenengrenze wurde jedoch Malzbier als Haustrunk ausgegeben.

#### Selterswasser
Eine Form des Haustrunks ist auch die Abgabe von Mineralwässern unter bestimmten Bedingungen. Solches galt für das Mineralwasser von Selters „Bereits im Jahre 1722 regelte eine Brunnenordnung die Haustrunkabgabe. Das Recht, sich ihr Selterswasser für den Eigengebrauch am Brunnen zu holen, wurde in der herzoglich-nassauischen Zeit (1806–1866) den Bewohnern belassen und auch den Gemeinden Oberselters, Eisenbach, Oberbrechen und Eufingen weiterhin eingeräumt.“ Für diesen Fall gilt ebenfalls, dass Haustrunk von den zugelassenen Einwohnern nur im eigenen Haushalt genutzt werden darf. Eine Umgehung des Handelsartikels durch gewerbliche Nutzung des Haustrunks ist verboten. Auch in Bad Ems ist eine spezielle Quellbohrung für den Haustrunk freigegeben, die dennoch „Bad Emser Mineralwasser“ bietet: „Hier kann sich jedermann das schmackhafte Mineralwasser für den Hausgebrauch abfüllen.“

### Österreich
Im österreichischen Weinbau ist Haustrunk eine gebräuchliche Bezeichnung für Nachwein oder Tresterwein, der aus der zweiten oder gar dritten Traubenpressung erzeugt wurde. Die Trebern wurde dabei gewässert und nochmals gepresst. Schon in der Antike wurde nach ähnlicher Methode ein billiges Getränk für Arbeiter und Sklaven hergestellt, die Lora.
Die Haustrunkherstellung aus Lesegut eigener Fechsung ging auf das vom Art. V des Kundmachungspatentes zur Gewerbeordnung von 1859 unberührte Recht der Landwirte zurück, Produkte der eigenen Fechsung auch ohne Gewerbeberechtigung verwerten zu können. Auch das Kunst- und Halbweingesetz aus dem Jahre 1880 gestattete den Landwirten, aus Trestern und Gelägern von Trauben eigener Erzeugung ohne Gewerbekonzession Halbweine herzustellen und diese in den Verkehr zu bringen. Das Weingesetz 1907 brachte mit dem allgemeinen Verbot auch den Landwirten die Beschränkung, die erzeugten Halbweine nicht mehr in Verkehr bringen zu dürfen, ließ aber das Recht der Erzeugung unangetastet. Die auch im Weingesetz 1929 enthaltenen diesbezüglichen Vorschriften wurden mit einigen Ergänzungen in das Weingesetz 1961 übernommen. Der Haustrunk durfte nur noch an die im Haushalt des Weinbautreibenden lebenden Familienangehörigen, ferner an Arbeitnehmer seines landwirtschaftlichen Betriebes oder deren Angehörige abgegeben werden, jedoch waren das Zusetzen von Zucker, Wasser und von Wein- und Zitronensäure zulässig. Die hergestellte Menge musste bei der Gemeinde gemeldet werden. Der an Arbeitnehmer des landwirtschaftlichen Betriebes oder deren Angehörige zu deren Verbrauch abgegebene Haustrunk wurde in § 41 des Weingesetzes 1961 als „Naturallohn“ bezeichnet.
Aufgrund der Verwendung im Hause wird Wein von Direktträgern, also unveredelten Rebstöcken, ebenfalls als Haustrunk bezeichnet. In den alten österreichischen Weingesetzen wird Direktträgerwein als Haustrunk bezeichnet, da er nicht verkauft werden durfte. Lediglich nach dem Reblausbefall seit dem Jahr 1860 und dem starken Ausfall von Marktweinen waren solche Weine eine Möglichkeit, den bestehenden Bedarf am Weinmarkt zu decken, wie der Uhudler.
Im Zuge der Verschärfung des Weinrechts nach dem Glykolwein-Skandal 1985 wurde der Begriff des Haustrunkes aus dem Weingesetz genommen; im Zuge dessen wurde auch der Uhudler verboten, dieses Verbot wurde jedoch 1992 wieder aufgehoben.
Im geltenden Österreichischen Weingesetz von 2009 ist die Bezeichnung Haustrunk verschwunden. Hier wird auf nachgemachte Weine aus Trestern Bezug genommen. Es ist untersagt, diese in Verkehr zu bringen. Die Bezeichnung als Haustrunk für solche (Nach-)Weine, die nur innerhalb der Winzerfamilie für den Eigenbedarf eingesetzt werden, ist aber durchaus noch üblich.

### Schweiz
Im Jahre 1877 gründeten 87 Brauer den Schweizerischen Bierbrauerverein, sieben Jahre später waren es bereits 200 Mitglieder, in der Hochblüte zählte die Schweiz 423 registrierte Brauereien. Dennoch ist die Schweiz nie ein Bierland geworden. Die Brauer hielten jedoch in den 1970er Jahren in ihrem Gesamtarbeitsvertrag den so genannten „Haustrunk“ fest, einen Tageskonsum von vier Litern Bier. Diese Menge stand beispielsweise den Arbeitern in der Brauerei Feldschlösschen (Rheinfelden) bereits im 19. Jahrhundert zu. Bei Antritt ihrer Arbeit in der Brauerei bezogen die Arbeiter eine Anzahl Biermarken, welche sie dann im Lauf des Tages einlösen konnten.

## Kritik
Die Abgabe von alkoholhaltigen Getränken direkt am Arbeitsplatz oder als Lohnergänzung kam spätestens zum Ende des 20. Jahrhunderts in Verruf. „Rund vier Millionen Liter Bier gingen [2010] als Haustrunk an die Mitarbeiter der Brauereien.“ „Das Bier-Deputat stammt aus der Zeit, als die Brauer noch schwer körperlich arbeiten mussten und mit dem Pils gleich ihren Durst löschten. So konnten sie noch in den 50er Jahren mit Wertmarken den Gerstensaft frisch vom Fass zapfen, bis der Alkoholgenuss – nicht nur in Brauereien – für unerwünscht erklärt wurde.“
Die Drogenbeauftragte der Bundesregierung Marlene Mortler (CSU) meinte 2017, Zahlungsmittel in Europa sei der Euro und war sich sicher, „dass es Alkohol als Lohnbestandteil in zehn Jahren nicht mehr geben“ werde.